# Індрикотерієва фауна

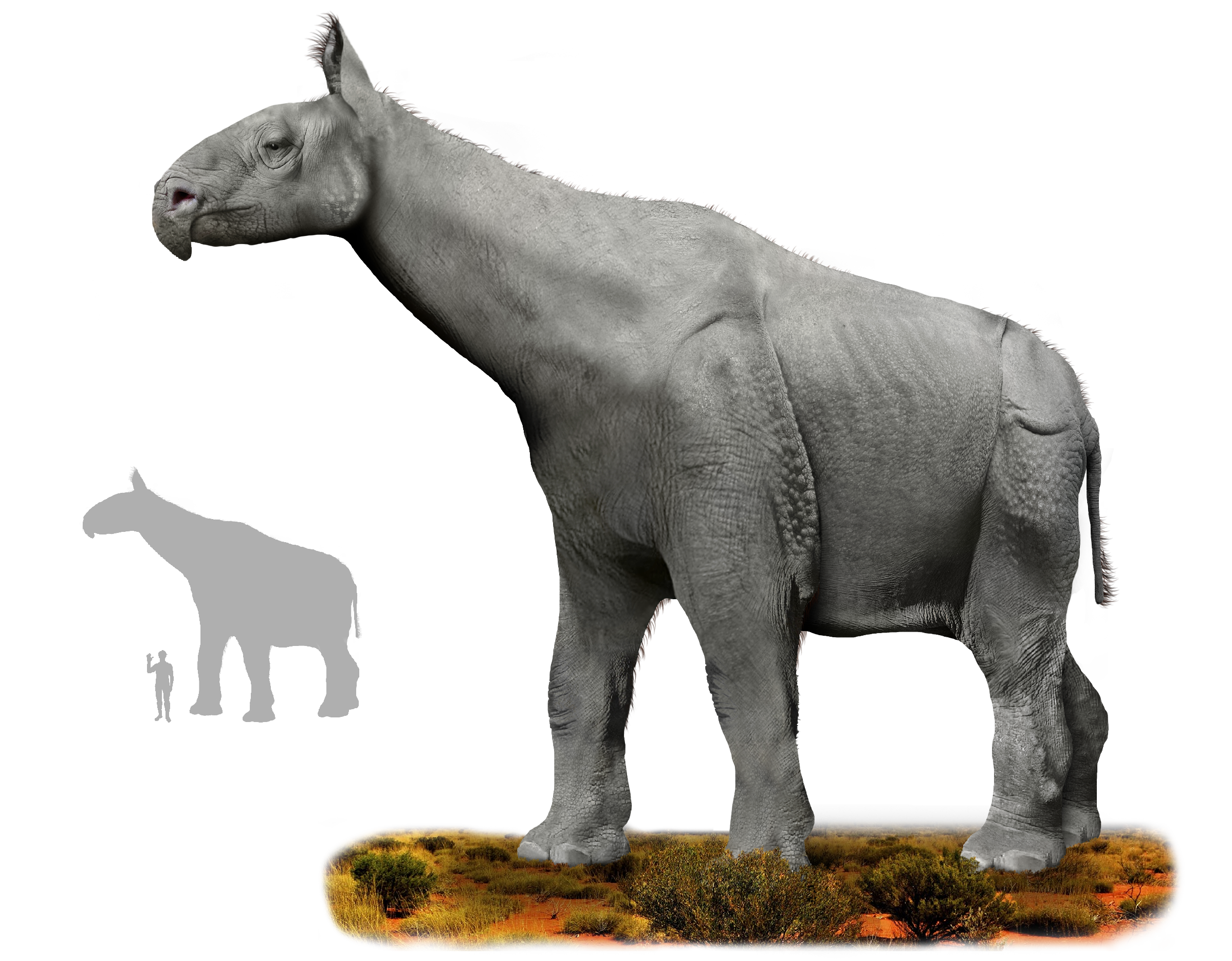
Індрикотерій (реконструкція)

Індрикотерієва фауна, або Тургайська фауна — фауністичний комплекс вимерлих ссавців та інших тварин, які населяли в середньому олігоцені  помірну зону  Євразії (від  Балканського півострова до  Китаю).
Індрикотерієва фауна — наземна фауна, що існувала в лісостепових місцевостях Азії в кінці палеогенового і на початку неогенового періодів.

Характерними її представниками були індрикотерій, аралотерій, белуджітерій — велетенські довгошиї безрогі носороги.

## Історія відкриття
Відкрито в 1915 році у в Західному Казахстані  палеонтологом  Олексієм Олексійовичем Борісяком. Він виявив у  Тургайській улоговині (звідси друга назва — Тургайська фауна)  скам'янілі кістки типового для індрикотерієвої фауни гігантського безрогого носорога  індрикотерія і ще ряду теплолюбних ссавців — мешканців лісів, лісостепів і  боліт.
Рештки представників Індрикотерієвої фауни   знайдено в олігоценових і нижньоміоценових відкладах Казахстану, Монголії, Ірану і Закавказзя. Від Європи ареал Індрикотерієвої фауни  відділяв Тургайський рукав (протока) Середземного океану.

## Склад тургайської фауни
Непарнокопитні були одними з основних представників цієї фауни: індрикотерії, бігаючі ( гіракодонти, такі як еггісодон тургайський) і болотні ( амінодонти) носороги, а також  тапіроїди і халікотерії. Крім того у складі індрикотерієвої фауни були присутні: з комахоїдних — примітивні їжаки і землерийки, з хижаків — креодонти та інші, стародавні зайцеподібні, з гризунів — вивірковиді, хом'яки, бобри роду Palaeocastor і інші, з  парнокопитних — нежуйні (антракотерій і ентелодони), а також примітивні жуйні — коротконогі (Lophiomeryx) і довгоногі (Prodremotherium)  оленьки. Крім ссавців до складу тургайської фауни входили птахи, черепахи, риби, комахи і молюски. На величезному просторі, населеному даної фауною, її склад був неоднорідним.

## Індрикотерієва фауна в кінематографі
У 3-й серії науково-популярного серіалу BBC «Прогулянки з чудовиськами» розповідається про життя індрікотерія і інших представників тургайської фауни в  Монголії.